# Fantastic Mr. Fox
Pour plus de détails, voir Fiche technique et Distribution.
Fantastic Mr. Fox, ou Fantastique Maître Renard au Québec, est un film d'animation en volume américain réalisé par Wes Anderson, sorti en 2009. Il s'agit d'une adaptation du livre de Roald Dahl Fantastique Maître Renard. Le scénario a été écrit par Wes Anderson et Noah Baumbach.

## Synopsis
Monsieur et madame Renard mènent une vie paisible avec leur fils, Ash, après avoir mis fin à leurs activités de vol. Cependant, l'instinct de Foxy pour l'aventure reprend le dessus lorsque leur neveu, Kristofferson, arrive en visite. Foxy replonge dans le vol, mettant en danger non seulement sa famille, mais aussi toute la communauté animale.
Obsédé par le cidre, les oies et les poules détenus par les fermiers Boggis, Bunce et Bean, Mr. Renard défie le danger pour satisfaire sa soif. Coincés sous terre, les animaux, affamés et déterminés, s'unissent pour affronter les trois fermiers résolus à capturer l'audacieux monsieur Renard à tout prix. De plus, il est traqué par un vieil ami de Foxy, le redoutable Rat, désormais le gardien de sécurité personnel de Bean. La lutte pour la survie s'intensifie alors que la ruse et l'ingéniosité de Mr. Renard sont mises à l'épreuve face à des adversaires de plus en plus redoutables.

## Fiche technique

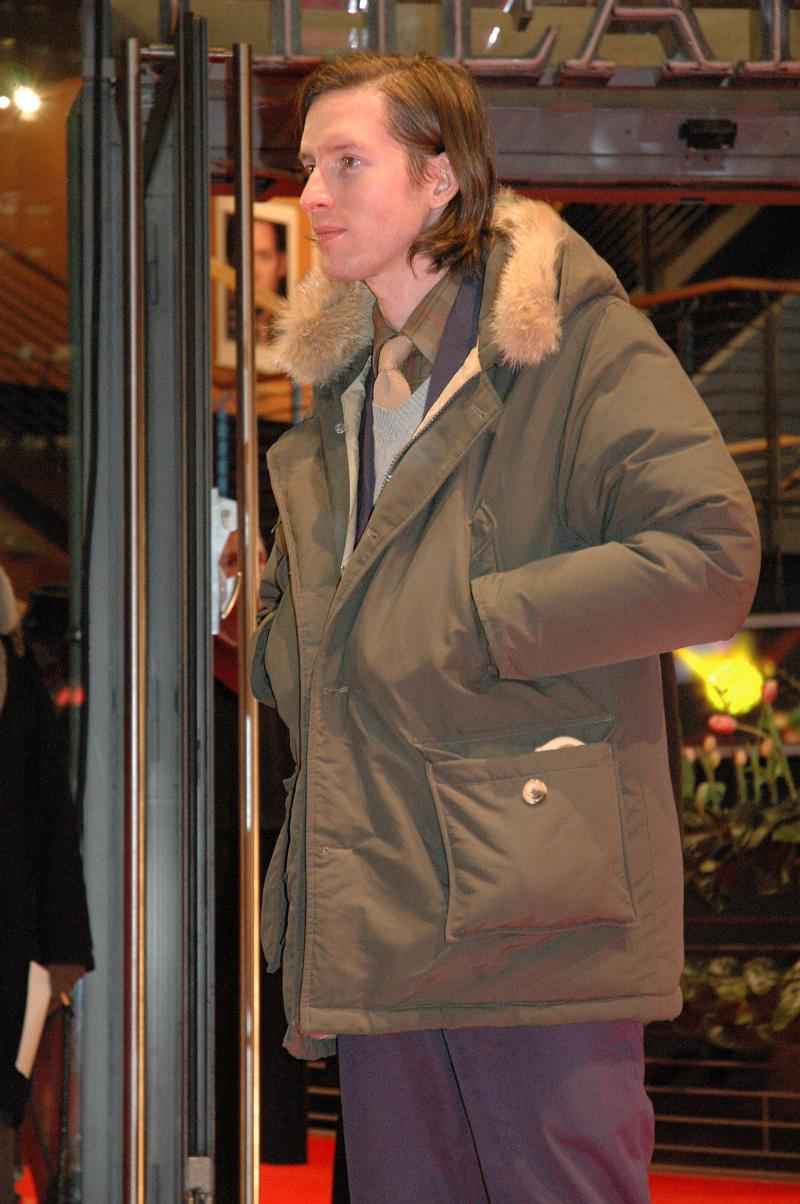
Wes Anderson, Réalisateur du film

Sauf mention contraire, la liste indiqué ci-dessous est issue du site Internet Movie Database.
- Titre : Fantastic Mr. Fox
- Titre québécois : Fantastique Maître Renard
- Réalisation : Wes Anderson
- Scénario : Wes Anderson et Noah Baumbach, d'après le roman Fantastique Maître Renard de Roald Dahl
- Musique : Alexandre Desplat
- Musique additionnelle : Jarvis Cocker[2]
- Directeur de la photographie : Tristan Oliver
- Montage : Ralph Foster et Stephen Perkins, supervision d'Andrew Weisblum
- Création des décors : Nelson Lowry
- Consultant des décors : Alex McDowell
- Direction artistique : Francesca Berlingieri Maxwell
- Animation : Andy Biddle et Chuck Duke
- Production : 
  - Producteurs : Allison Abbate, Wes Anderson, Jeremy Dawson et Scott Rudin
  - Coproductrice : Molly Cooper
  - Producteurs exécutifs : Arnon Milchan, Simon Quinn et Steven M. Rales
- Pays :  États-Unis
- Langue : anglais
- Genre : Animation, comédie
- Budget : 40 millions de dollars[3]
- Sociétés de production : Twentieth Century Fox Film Corporation, Indian Paintbrush, Regency Enterprises, American Empirical Pictures et Fox Animation Studios
- Société de distribution : 20th Century Fox
- Format : 1.85:1 - 35mm - Couleur - Son DTS, SDDS et Dolby Digital
- Durée : 87 minutes
- Dates de sortie en salles :
  -  Royaume-Uni : 14 octobre 2009 (Festival du film de Londres), 23 octobre 2009
  -  États-Unis : 13 novembre 2009 (sortie limitée), 25 novembre 2009 (sortie nationale)
  -  France : 17 février 2010[4]
  -  Belgique : 10 février 2010
  -  Suisse romande : 17 février 2010[5]
- Dates de sortie DVD :
  -  États-Unis : 23 mars 2010
  -  France : 23 juin 2010

## Distribution

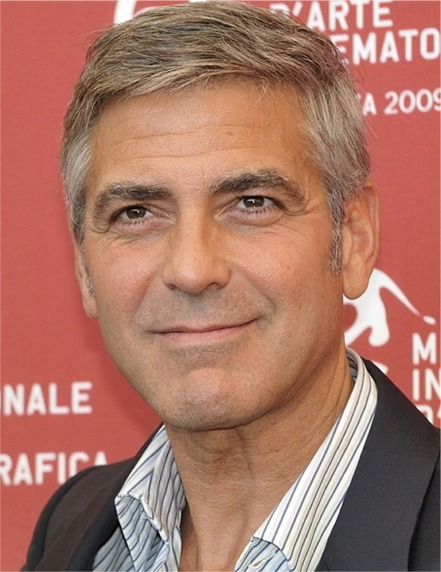
George Clooney : M. Renard.

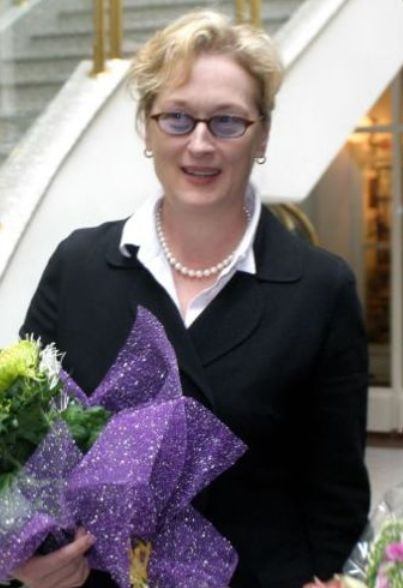
Meryl Streep : Mme Renard.

- George Clooney (VF : Mathieu Amalric ; VQ : Daniel Picard) : Mr. F.F. "Foxy" Fox (M. F.F. "Foxy" Renard en VF)
- Meryl Streep (VF : Isabelle Huppert ; VQ : Marie-Andrée Corneille) : Mrs. Felicity Fox (« Mme Felicity Renard » en VF)
- Jason Schwartzman (VF : Alexis Tomassian ; VQ : Philippe Martin) : Ash Fox (« Ash Renard » en VF)
- Bill Murray (VF : Patrick Floersheim ; VQ : Guy Nadon) : Clive Badger (Clive Blaireau en VF)
- Wallace Wolodarsky (VF : Philippe Bozo ; VQ : Gabriel Lessard) : Kylie Sven Opposum
- Eric Chase Anderson (VF : Emmanuel Garijo ; VQ : Renaud Paradis) : Kristofferson Silverfox
- Michael Gambon (VF : Pierre Dourlens ; VQ : Vincent Davy) : Franklin Bean
- Willem Dafoe (VF : Dominique Collignon-Maurin ; VQ : Pierre Auger) : Rat (le Rat en VF)
- Juman Malouf : Agnes
- Owen Wilson (VF : Éric Legrand) : Coach Skip
- Adrien Brody (VF : Mark Lesser) : Rickity
- Wes Anderson (VF : Xavier Fagnon) : Belette
- Jarvis Cocker (VF : Olivier Constantin) : Petey (« Pierrot » en VF)
- Robin Hurlstone : Walter Boggis
- Hugo Guinness : Nathan Bunce
- Helen McCrory (VF : Brigitte Virtudes) : Mme Bean
- Mario Batali (VF : Pierre-François Pistorio) : Lapin
- James Hamilton (VF : Marc Perez) : Taupe
- Steven M. Rales (VF : Constantin Pappas) : Castor
- Jeremy Dawson (VF : Christophe Lemoine) : Le fils de Castor
- Roman Coppola (VF : Emmanuel Jacomy) : Écureuil
- Brian Cox (VF : Patrick Osmond) : Daniel Peabody, le journaliste
- Karen Duffy : Linda Otter
- Garth Jennings : Le fils de Bean
- Molly Cooper : Lapine

## Production

### Genèse du film
Le développement du projet d'adaptation cinématographique du roman pour enfants Fantastique Maître Renard, de Roald Dahl, paru en 1970 débute en 2004 quand Joe Roth et la société de production Revolution Studios achètent les droits du roman. Wes Anderson signe pour le réaliser avec Henry Selick, avec lequel il a déjà travaillé sur La Vie aquatique comme réalisateur de l'animation. Anderson déclare qu'il a signé car Roald Dahl est l'un de ses héros.
Cependant, Selick quitte le projet en 2006 pour tourner Coraline, autre film d'animation en volume et est remplacé par Mark Gustafson. De plus, l'adaptation change de studio, passant de Revolution Studios à la 20th Century Fox.

### Scénario
Le scénario, adaptation du roman de Roald Dahl, est écrit par Wes Anderson, le réalisateur, et Noah Baumbach. Les deux hommes se connaissent déjà puisqu'ils avaient écrit le scénario d'un précédent long-métrage d'Anderson, La Vie aquatique.
Pour écrire le scénario, Anderson s'installe quelque temps à Gipsy House, propriété familiale de Dahl à Great Missenden, dans le Buckinghamshire (Angleterre), voulant s'imprégner de l'univers de l'auteur et des environnements dans lesquels il vivait et écrivait.

### Choix des interprètes
Pour le casting vocal du film d'animation, Anderson fait appel à des acteurs avec la plupart desquels il a déjà tourné auparavant : Bill Murray, Jason Schwartzman, Owen Wilson, Adrien Brody, Willem Dafoe et Michael Gambon. Il fait également appel à deux nouveaux venus : George Clooney et Meryl Streep. Cette dernière avait déjà participé au doublage d'un film d'animation (Lucas, fourmi malgré lui) et remplace Cate Blanchett, initialement prévue pour doubler madame Renard.
Pour ajouter une touche d'originalité, Anderson souhaite enregistrer les voix des animaux dans les mêmes conditions que leurs personnages, c'est-à-dire en pleine nature, et a donc réuni tous les comédiens plusieurs jours durant dans une ferme du Connecticut.

### Tournage
Le tournage de Fantastic Mr. Fox se déroule au Three Mills Studios (en), à Londres. 4000 accessoires, 500 marionnettes et 150 décors, dont certains ont mesuré plus de 10 mètres de long, sont nécessaires pour réaliser le film. 5229 plans et 621 450 photos sont enregistrés, et tous les jours 120 gigaoctets de données sont générées (18,5 téraoctets de données ont été finalement conservés).

## Bande originale
La musique de Fantastic Mr. Fox est composée par Alexandre Desplat. Jarvis Cocker fait remarquer qu'il a composé «trois, quatre » chansons pour le film, dont une fut incluse dans la bande originale.
La bande originale contient des titres notamment de Burl Ives, The Beach Boys, The Rolling Stones et de Georges Delerue, dont deux titres font partie des bandes originales des films Les Deux Anglaises et le Continent (Une Petite Île) et La Nuit Américaine (Le Grand Choral), réalisés par François Truffaut.

## Réception

### Critique
Fantastic Mr. Fox a reçu dans l'ensemble des critiques favorables dans les pays anglophones, obtenant un pourcentage de 93 % sur le site Rotten Tomatoes, fondé sur 189 commentaires positifs et 14 commentaires négatifs et une note moyenne de 7.9⁄10 et une moyenne de 83⁄100 sur le site Metacritic, fondé sur 31 commentaires positifs, 1 commentaire mitigé et 1 commentaire négatif, mais également en France, qui recueille une note moyenne de 4.3⁄5 de tous les commentaires de la presse sur AlloCiné. Il est nommé 5e dans la liste des dix meilleurs films de l'année des Cahiers du cinéma.

### Box-office
| Pays ou région | Box-office      | Date d'arrêt du box-office | Nombre de semaines |
| -------------- | --------------- | -------------------------- | ------------------ |
| Mondial        | 47 085 064 $    | —                          | —                  |
| États-Unis     | 21 002 919 $    | 8 avril 2010               | 21                 |
| France         | 520 912 entrées | 12 mai 2010                | 12                 |

Fantastic Mr. Fox ne rencontre pas de succès commercial lors de sa sortie en salles, ne rapportant que 47,1 millions $ de recettes mondiales dont 21 millions rien que sur le territoire américain, alors que le film a été tourné avec un budget de 40 millions $. Le film fait ses meilleures recettes internationales au Royaume-Uni (14,3 millions $), en Australie (3,5 millions $) et en France (2,3 millions $).
Au Royaume-Uni, le film totalise 1,7 million d'entrées. En France, il enregistre 521 000 entrées,,.

## Distinctions

### Récompenses
En 2010, le film reçoit le Cristal du meilleur long métrage au festival international du film d'animation d'Annecy.

### Nominations
En 2010, le film est nommé aux Oscars dans les catégories Meilleur film d'animation et Meilleure musique de film. Il est également nommé au Golden Globes dans la catégorie Meilleur film d'animation et au célèbre Grand Prix de l'Union de la critique de cinéma.

## Analyse
- Si vous ne connaissez pas le sujet, laissez ce bandeau (vous pouvez alors contacter les auteurs).
- Si vous supprimez le contenu mis en cause (vous pouvez préalablement contacter les auteurs),

argumentez précisément cette suppression dans la page de discussion
(un manque de référence n'est pas un argument ; une recherche réelle de référence doit avoir été effectuée, être formellement documentée).
Le film transcende les frontières d'une simple narration familiale en explorant de manière approfondie des thèmes complexes. Au cœur du récit, la confrontation entre la nature sauvage et la civilisation se manifeste à travers la traque incessante des fermiers envers Mr. Fox, suscitant une réflexion profonde sur la possibilité d'une coexistence équilibrée entre ces deux univers distincts. La dimension écologique du film expose de manière poignante la destruction de l'habitat naturel, résultant de l'expansion humaine, les fermiers incarnant ainsi une menace écologique exploiteuse, indifférente à l'équilibre naturel.
Parallèlement, la quête effrénée des fermiers pour accumuler des réserves alimentaires explore les complexités de la production alimentaire de masse, jetant une lumière critique sur les pratiques humaines qui mettent en péril l'écosystème. L'élément fantastique de la parole attribuée aux animaux ajoute une dimension intrigante, incitant à une introspection sur la communication et la compréhension interespèces.
Au-delà de l'aspect criminel du vol, cette action devient une métaphore puissante de la quête universelle de liberté face à l'oppression perpétrée par les fermiers et la société en général. Dans cet univers, le film explore également des thèmes intimes tels que la famille et la relation père-fils, illustrant les dynamiques complexes et les défis liés à ces liens affectifs. La jalousie et l'amour émergent également comme des composantes essentielles, ajoutant des nuances émotionnelles et humaines à l'histoire.
Le film se positionne comme une œuvre cinématographique riche et multidimensionnelle, invitant le spectateur à une réflexion approfondie.